# Limnichus africanus
Limnichus africanus är en skalbaggsart som beskrevs av Maurice Pic 1923. Limnichus africanus ingår i släktet Limnichus och familjen lerstrandbaggar. Inga underarter finns listade i Catalogue of Life.